# Nora María Matamoros Franco

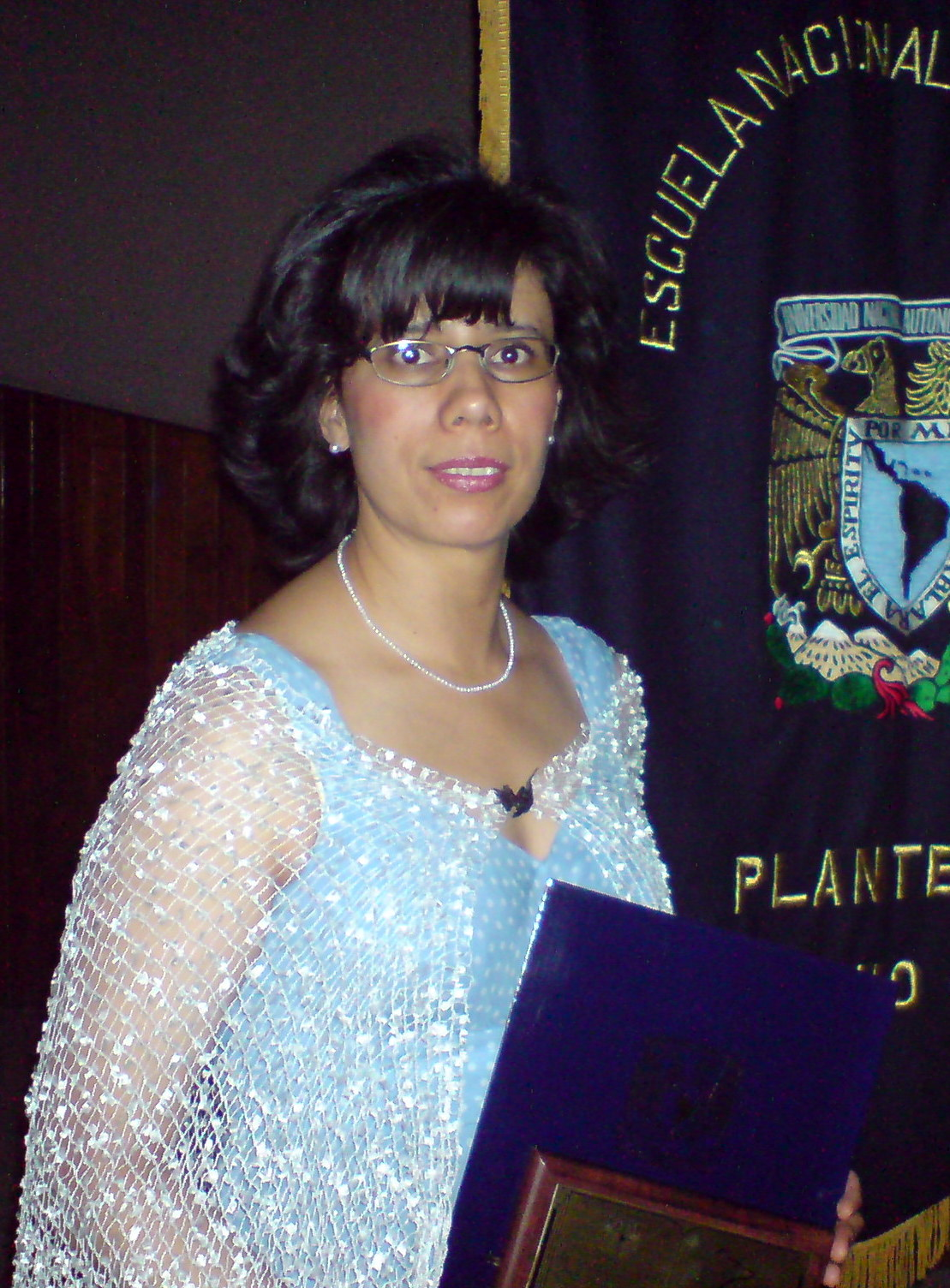
Dra. Nora María Matamoros Franco en el auditorio de la ENP Plantel 6 (Ciudad de México)

Nora María Matamoros Franco (Ciudad de México) es una pedagoga y filósofa mexicana, y se especializó en fenomenología. Realizó sus estudios superiores de licenciatura, maestría y doctorado, en filosofía en la Facultad de Filosofía y Letras de la UNAM.

## Biografía

### Trayectoria académica
Nora María Matamoros Franco obtuvo la licenciatura, la maestría y el doctorado en filosofía en la Universidad Nacional Autónoma de México en 1992, 1998 y 2007, respectivamente. Entre sus trabajos escritos, los principales son las tesis que hizo sobre fenomenología intituladas: "La fenomenología como respuesta al psicologismo" y "La ontología fenomenológica: la fenomenología como explicación del mundo". Trabajó como asistente (con beca otorgada por el Sistema Nacional de Investigadores) del Dr. Mauricio Beuchot Puente de febrero de 1997 a febrero de 2000. Realizó trabajo como becaria del Instituto de Investigaciones Filológicas (UNAM), en el marco del Programa de Formación Personal Académico de la UNAM. Ha obtenido los siguientes reconocimiento académicos:
- Reconocimiento Sor Juana Inés de la Cruz para académicas destacadas.
- Medalla Gabino Barreda.
- “Diploma de Aprovechamiento" otorgado por la Facultad de Filosofía y Letras de la UNAM.
- El Diario de México la consideró acreedora de la Medalla y del Premio al “Mejor Estudiante” con los que este Diario distingue a los mejores estudiantes de todo el país.

### Trayectoria docente
Nora María Matamoros Franco ha impartido asignaturas a nivel medio superior en la preparatoria 6, y a nivel superior en la Universidad Iberoamericana, la Universidad del Claustro de Sor Juana, la Universidad La Salle, la Facultad de Filosofía y Letras y la Facultad de Ciencias Políticas y Sociales de la UNAM. Estuvo a cargo del Departamento de Filosofía de la Escuela Nacional Preparatoria.[cita requerida]
Ha ofrecido cursos para profesores de la Escuela Nacional Preparatoria, la Universidad Autónoma de Chihuahua, la Universidad Autónoma de Tlaxcala y la Universidad Autónoma de Guerrero.[cita requerida]
Fue coordinadora académica del diplomado de actualización académica en filosofía que ofrece la Dirección General de Incorporación y de Revalidación de Estudios (DGIRE) y la Coordinación de Educación Continua de la Facultad de Filosofía y Letras de la UNAM.[cita requerida]
Desde el 2017 ofrece en el Sistema Escolarizado de la UNAM las asignaturas de Textos Filosóficos III y IV y, en el Sistema Abierto de la UNAM, la asignatura Ontología-Metafísica.[cita requerida]

## Obras
- ¿Hombre profano-hombre sagrado?: apuntes para una antropología humanista y una metafísica simbólica. Archivado el 22 de abril de 2017 en Wayback Machine.
- La fenomenología como respuesta al psicologismo. Archivado el 22 de abril de 2017 en Wayback Machine.
- La ontología fenomenológica: la fenomenología como explicación del mundo. Archivado el 22 de abril de 2017 en Wayback Machine.
- Fenomenología: ¿ontológica interpretación del mundo o límites de la metafísica?.
- Lo divino y lo sublime. Algunas reflexiones sobre la experiencia estética de Kant.
- Experiencia religiosa y misticismo: la mística como ara simbólica. [ensayo] (enlace roto disponible en Internet Archive; véase el historial, la primera versión y la última).
- La hermeneútica analógica de Mauricio Beuchot: respuesta a la modernidad. [artículo]
- La fe viva de Descartes y el Dios de las Meditaciones metafísicas. [artículo]
- Cine y filosofía: el acto ideatorio como evento fílmico. [artículo]